# 橋本寿朗
橋本 寿朗（はしもと じゅろう、1946年5月2日 - 2002年1月15日）は、日本の経済学者。経済学博士（1985年）。東京大学社会科学研究所教授、法政大学経営学部教授などを歴任。

## プロフィール
埼玉県加須市出身。東京大学経済学部卒業、同大学院経済学研究科博士課程満期退学。1985年「大恐慌期の日本資本主義」で経済学博士の学位を取得。電気通信大学講師、助教授、東京大学社会科学研究所助教授、教授、法政大学経営学部教授。84年『大恐慌期の日本資本主義』でエコノミスト賞受賞。
若い頃から宇野経済学の若きチャンピオンとして登場し、論陣を張った。近現代の日本経済・日本経済史を専門とし、堤清二と親しく、セゾンの社史などを執筆した。社会学者の朝倉景樹は実の甥にあたる。

## 著書
- 『大恐慌期の日本資本主義』東京大学出版会 1984
- 『日本経済論 二十世紀システムと日本経済』ミネルヴァ書房 1991
- 『戦後の日本経済』岩波新書 1995
- 『現代日本経済史』岩波書店 岩波テキストブックス 2000
- 『戦後日本経済の成長構造 企業システムと産業政策の分析』有斐閣 2001
- 『デフレの進行をどう読むか 見落された利潤圧縮メカニズム』岩波書店 2002
- 『戦間期の産業発展と産業組織』東京大学出版会 2004

1、戦間期の造船工業
2、重化学工業化と独占

### 共編著
- 『両大戦間期日本のカルテル』武田晴人共編著 御茶の水書房 1985
- 『セゾンの歴史 変革のダイナミズム』由井常彦編 小山周三共著 リブロポート 1991
- 『革新の経営史 戦前・戦後における日本企業の革新行動』由井常彦共編 有斐閣 1995
- 『20世紀資本主義 1 技術革新と生産システム』編 東京大学出版会 1995
- 『日本企業システムの戦後史』編 東京大学出版会 1996
- 『日本型産業集積の未来像 「城下町型」から「オープン・コミュニティー型」へ』清成忠男共編著 日本経済新聞社 1997
- 『現代日本経済』長谷川信,宮島英昭共著 有斐閣アルマ 1998
- 『規制緩和の政治経済学』中川淳司共編 有斐閣 2000
- 『近代日本経済史』大杉由香共著 岩波書店 岩波テキストブックス 2000
- 『日本経済本38 歴史から見直す現代日本経済』編 平凡社 2001
- 『わが記憶、わが記録 堤清二×辻井喬オーラルヒストリー』御厨貴,鷲田清一共編 中央公論新社 2015

## 論文
- ＜橋本寿朗